# Sárga tégelygomba
A sárga tégelygomba (Crucibulum crucibuliforme) a csiperkefélék családjába tartozó, kozmopolita elterjedésű, korhadó növényi maradványokon élő, nem ehető gombafaj.

## Megjelenése
A sárga tégelygomba termőteste fordított csonkakúp alakú, magassága 2-9 mm, szélessége 4-10 mm. Eleinte zárt, egy mustársárga vagy halványsárga "fedő" zárja, de hamar kinyílik felül és így pohár alakú lesz. Külső felszíne molyhos vagy sima, színe fiatalon sárgás, később barnásra sötétedhet. Belső oldala sima, fényes,  színe fehéres vagy szürkés. 
A pohár aljában 5-8 (max. 15) sima, 1,5-2 mm-es, lencse alakú, szürkés, halvány sárgásbarnás peridiolum található, amelyeket vékony zsinór köt a termőtesthez. A peridiolumokat az esőcseppek becsapódása veti ki a pohárból, ilyenkor a zsinór elszakad és a vége a környező levelekhez, ágacskákhoz tapadva rögzíti a spóratermő peridiolumot.
Húsa vékony, puha. Szaga és íze nem jellegzetes.
Spórapora fehér. Spórája ellipszis alakú, sima, mérete 6–9 x 3–5 µm.

### Hasonló fajok
A csíkos pohárgomba és a szürkés pohárgomba hasonlíthat hozzá.

## Elterjedése és termőhelye
Az egész világon előfordul a mérsékelt övi zónákban. Magyarországon nem gyakori.
Elhalt, korhadó növényi maradványokon (ágakon, leveleken, terméshéjakon, avaron, kérgen, de forgácson, régi bútorokon is) található meg. Tavasztól őszig terem.

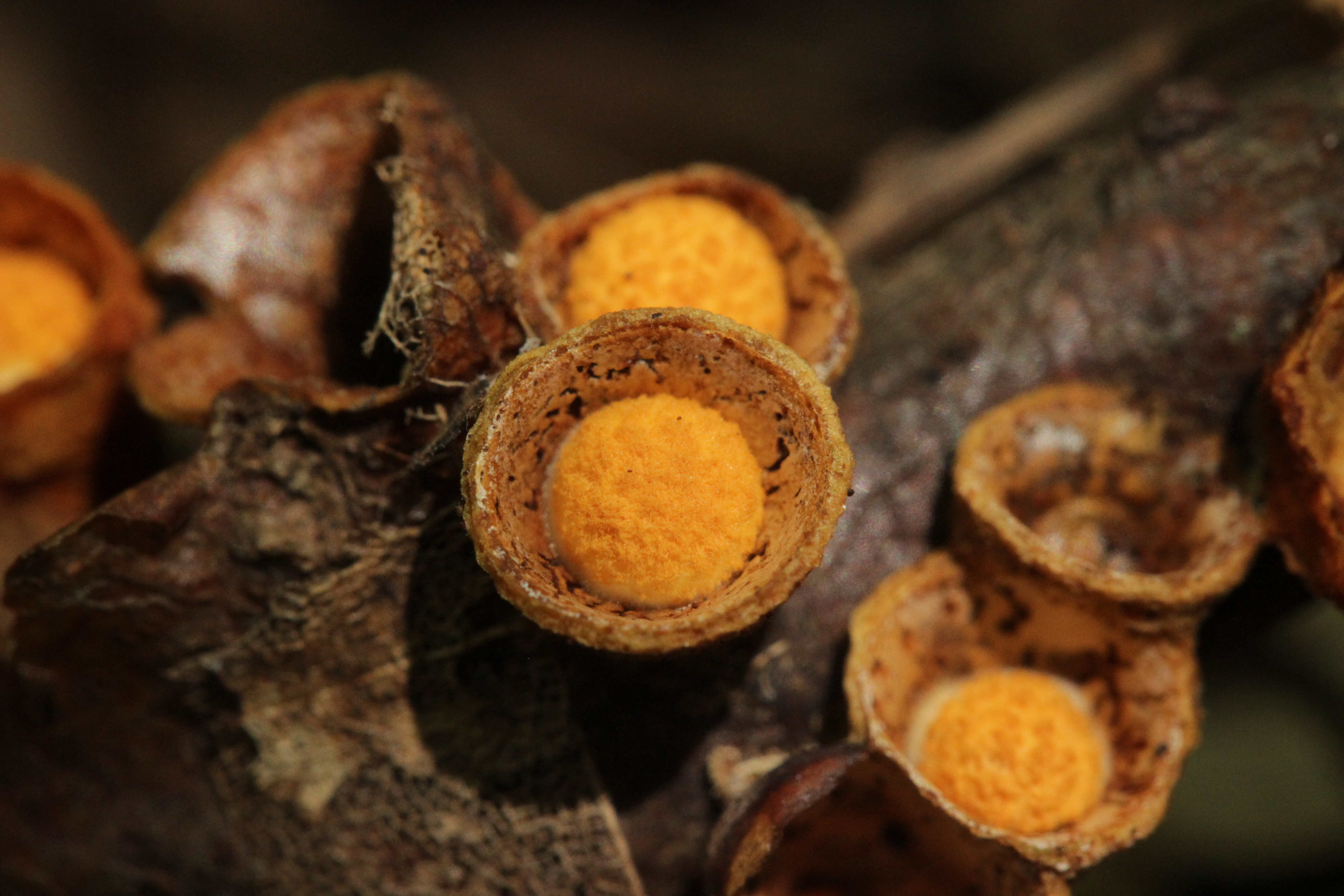
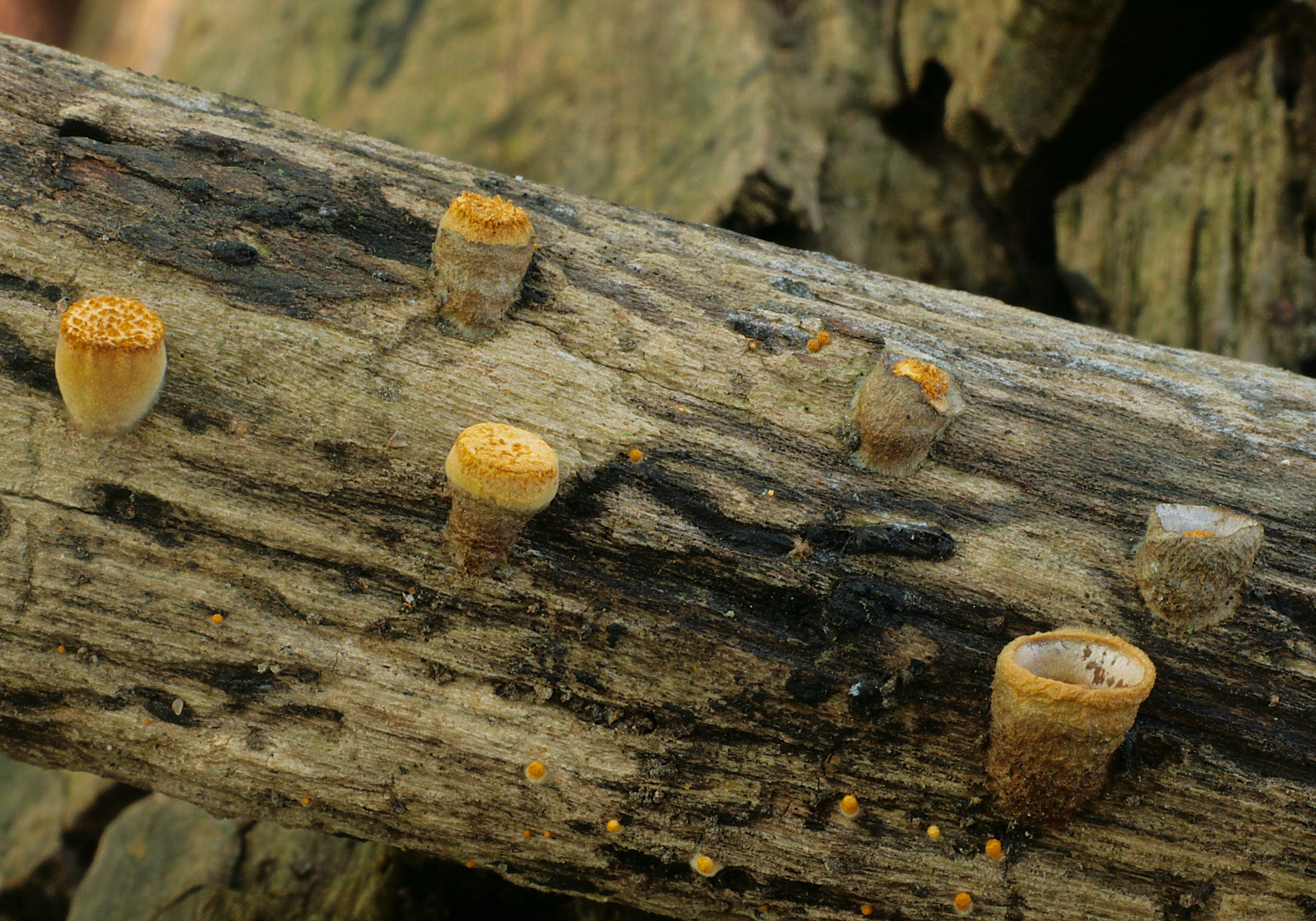
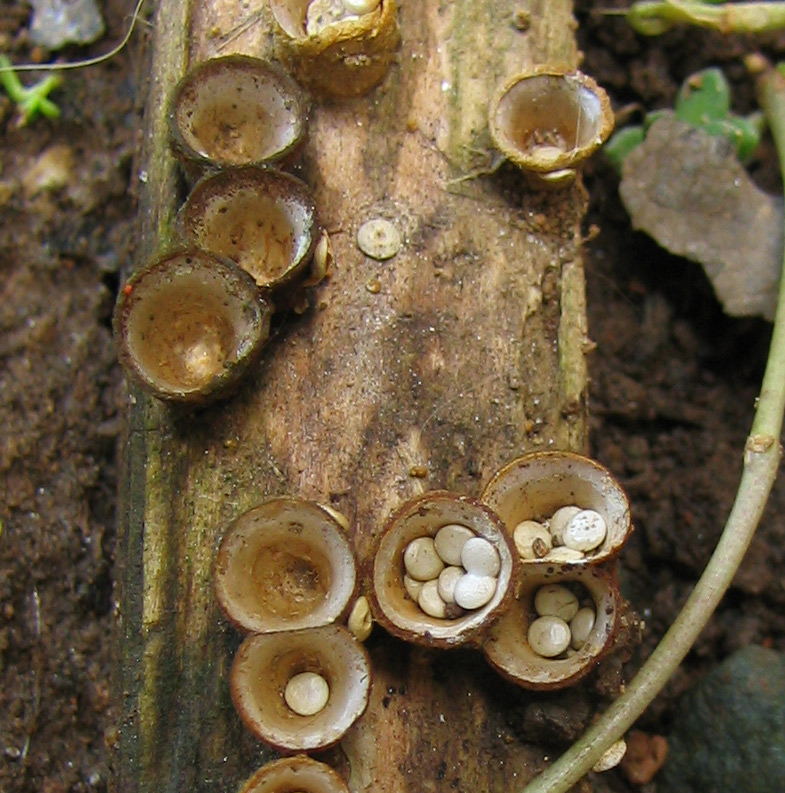
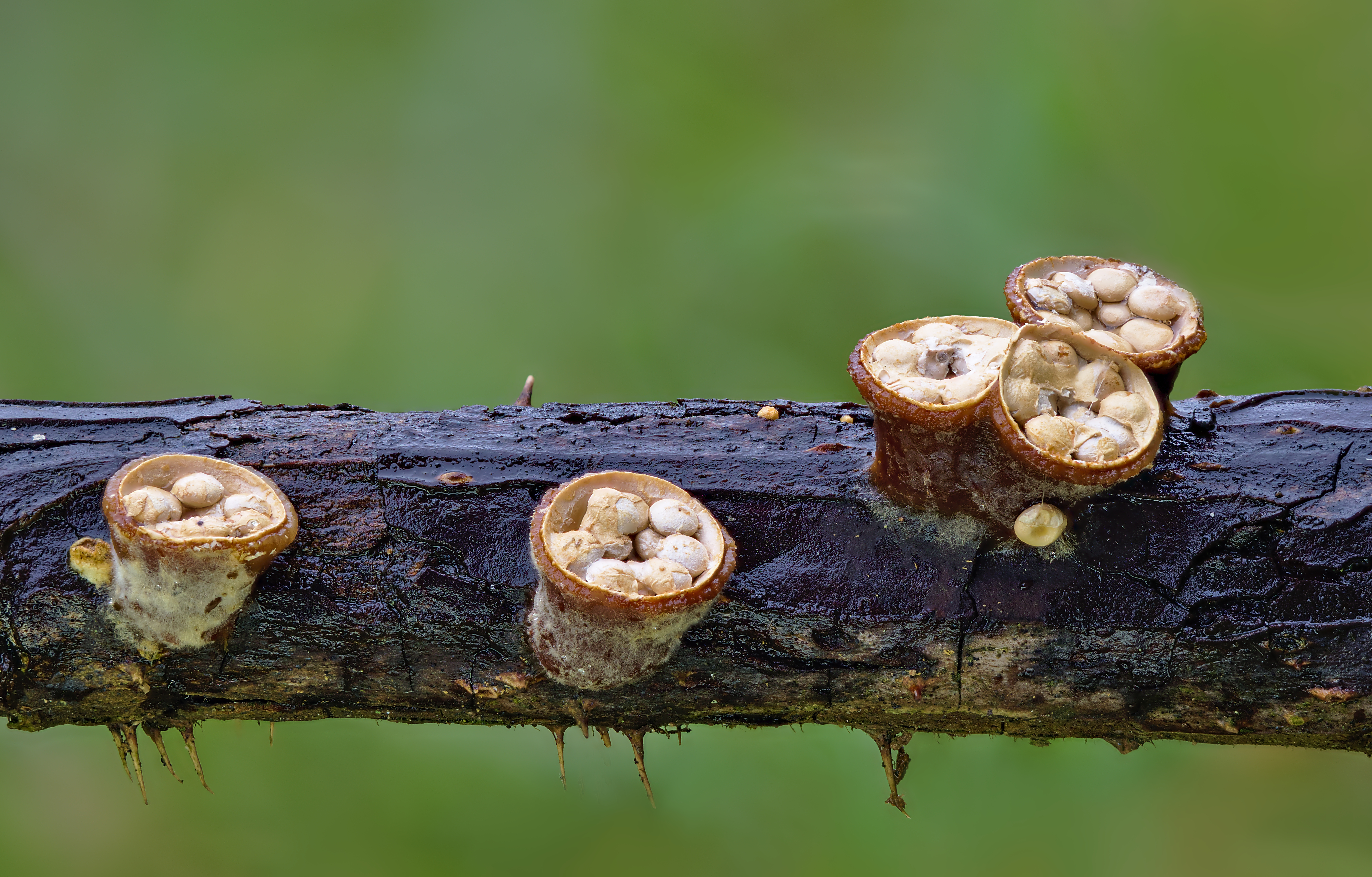
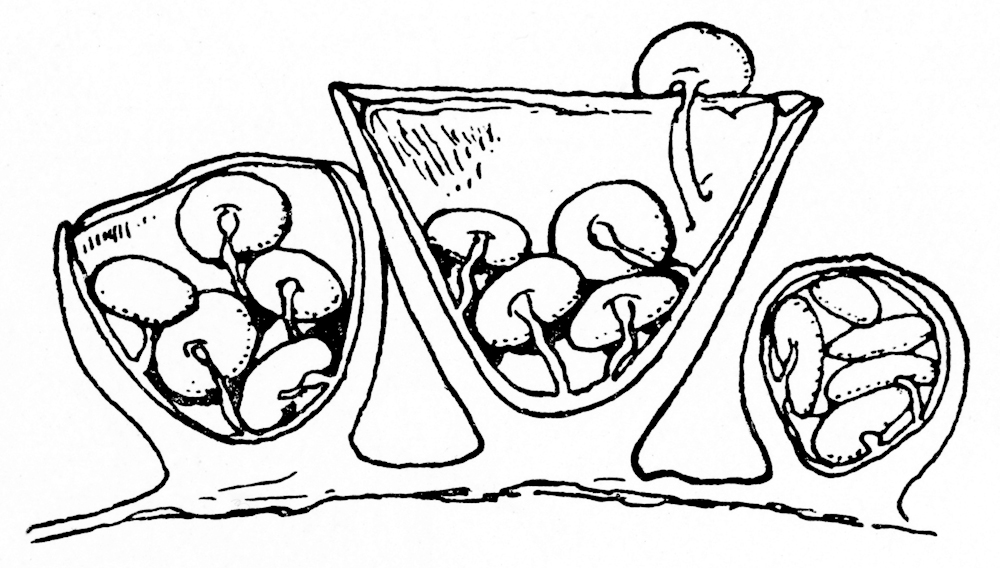

Nem ehető.  